# Pseudocyclops lakshmi
Pseudocyclops lakshmi is een eenoogkreeftjessoort uit de familie van de Pseudocyclopidae. De wetenschappelijke naam van de soort is voor het eerst geldig gepubliceerd in 1994 door Haridas, Madhupratap & Ohtsuka.